# اولشنگتسا
اولشنگتسا (به لهستانی:  Oleśnica) یک منطقهٔ مسکونی در لهستان است که در شهرستان اولشنگتسا واقع شده‌است. اولشنگتسا ۲۰٫۹۶ کیلومتر مربع مساحت و ۳۶٬۹۵۱ نفر جمعیت دارد و ۱۵۰ متر بالاتر از سطح دریا واقع شده‌است.

## خواهرخوانده
شهرهای وارندورف و خرودیم خواهرخوانده‌های اولشنگتسا هستند.